# Réserve naturelle nationale des marais d'Isle
La réserve naturelle nationale des marais d'Isle (RNN58) est une réserve naturelle nationale du Parc d'Isle située sur le territoire de la commune de Saint-Quentin dans le département de l'Aisne, dans les Hauts-de-France. Créée en 1981, elle occupe une surface de 47 hectares et protège des milieux humides qui abritent de nombreuses espèces végétales et animales et qui constituent une étape migratoire ainsi qu’une zone de reproduction pour de nombreuses espèces d’oiseaux.
La Réserve naturelle nationale des marais d'Isle présente une faune et une flore d'une richesse exceptionnelle.

## Localisation
Le territoire de la réserve naturelle est dans le département de l'Aisne, sur le territoire des communes de Rouvroy et Saint-Quentin. Il occupe une partie de l'étang d'Isle, sur les 100 ha de la zone humide de la vallée de la Haute Somme, et proche de la source de celle-ci. Le site constitue la seule réserve naturelle de centre-ville de France, située dans le Parc d'Isle à Saint-Quentin.

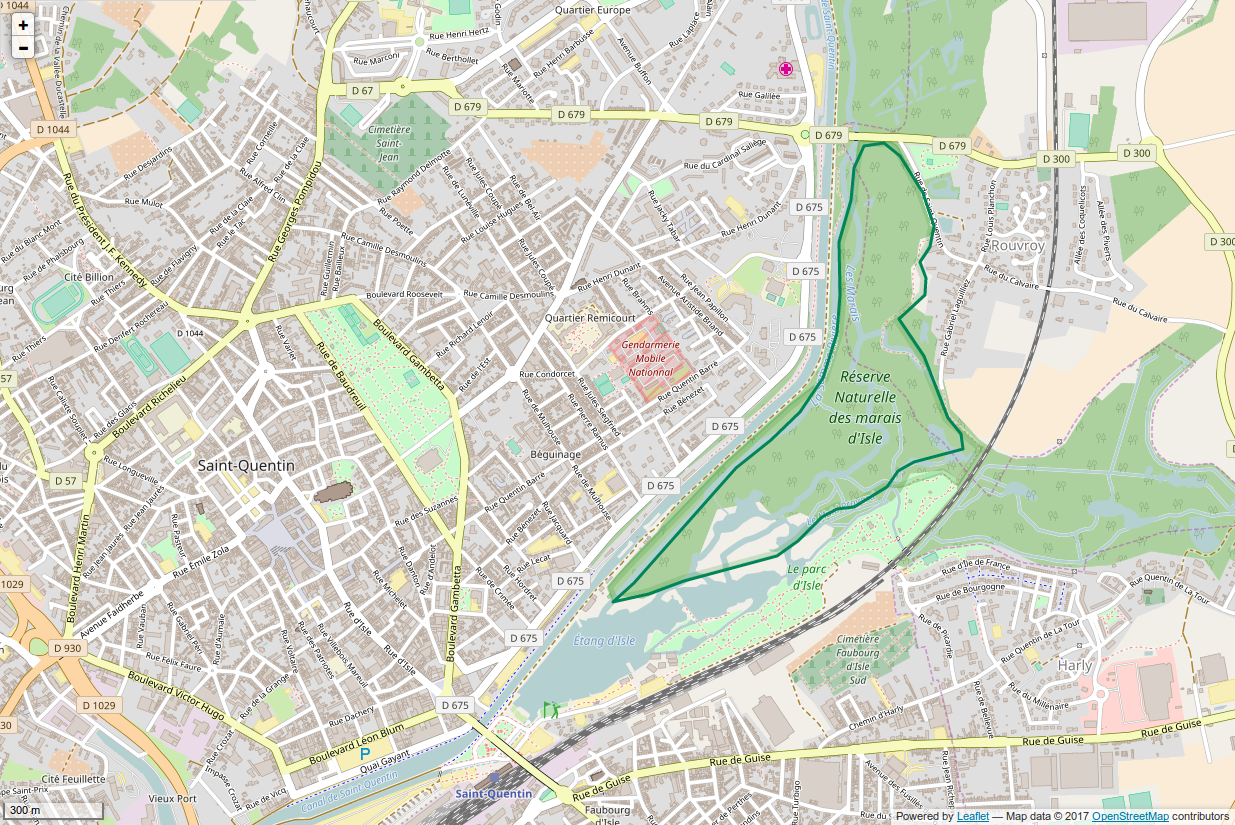
Périmètre de la réserve naturelle

## Histoire du site et de la réserve
Dès 1973, sous l'impulsion de Serge Boutinot, un comité de défense comprenant 42 associations diverses s'est créé pour la protection de cette zone riche en flore et faune. Avec l'interdiction de la chasse sur le plan d'eau, des espèces nicheuses se sont réinstallées.
En 1990, la C.E.E. a reconnu la réserve des marais d'Isle - le premier site de Picardie - pour la préservation des oiseaux sauvages.

## Écologie (biodiversité, intérêt écopaysager…)
L'intérêt du site provient de sa végétation palustre qui présente un intérêt majeur pour l'avifaune nicheuse et migratoire.

### Flore
La végétation des bords des étangs et des rives de la Somme est particulièrement intéressante pour ses phragmitaies qui facilitent l'implantation des saules, ses cariçaies et autres mégaphorbiaies.Il y a aussi une terre fertile et riche en minéraux qui fertile bien le sol, il est aussi très humide.

### Faune
L'avifaune nicheuse compte essentiellement les espèces suivantes :  la Sarcelle d'hiver, le Phragmite des joncs, la Locustelle luscinioïde, le Blongios nain, le Busard des roseaux, le Butor étoilé et le Fuligule milouin… Les espèces résidentes comptent le Canard colvert, le Râle d'eau, le Cygne tuberculé, la Foulque macroule, le Grèbe huppé et le Grèbe castagneux, l'Épervier d'Europe et le Faucon crécerelle.
On peut apercevoir, parmi de nombreux anatidés et limicoles, les migrateurs suivants : l'Avocette élégante, le Tadorne de Belon, le Chevalier gambette et la Grue cendrée.

## Intérêt touristique et pédagogique
Les visites sont gratuites.

## Administration, plan de gestion, règlement
La réserve naturelle est gérée par la Communauté d'agglomération de Saint-Quentin et le Conservatoire d'espaces naturels de Picardie.

### Outils et statut juridique
La réserve naturelle a été créée par le décret n°81-906 du 5 octobre 1981.
Le site fait partie du réseau Natura 2000 sous la forme d'une ZPS n° FR 2 210 026 depuis février 1988.
Le site est inventorié dans la Zone naturelle d'intérêt écologique, faunistique et floristique (ZNIEFF) de type 2 : « Haute et moyenne vallée de la Somme entre Croix-Fonsommes et Abbeville » (Znieff n° 220 320 034).